# エボニー・アンド・アイボリー
「エボニー・アンド・アイボリー」（Ebony and Ivory）は、1982年にポール・マッカートニー&スティーヴィー・ワンダーによって発売された楽曲およびシングル。

## 概要
マッカートニーのアルバム『タッグ・オブ・ウォー』及び、1987年に発売されたベスト・アルバム『オール・ザ・ベスト』、2016年のベスト・アルバム『ピュア・マッカートニー〜オール・タイム・ベスト』に収録。4月29日にシングル発売された。スティーヴィーの一部のベスト・アルバム（例: 『The Definitive Collection』）にも本曲は収録されている。
1981年2月28日にモントセラトのAIRスタジオにてレコーディングが行われた。演奏はマッカートニーとスティーヴィーの二人のみで行われている。また、同日には12インチシングルのみに収録されたマッカートニーのソロ・バージョンもレコーディングされた。ブラックミュージックの巨匠とされるスティーヴィーと、ポップミュージックの天才マッカートニーの組み合わせは「夢の共演」とも言われた。
この曲は、「ピアノの黒鍵（Ebony）と白鍵（Ivory）が一つのハーモニーを奏でるように、白人と黒人、無色人種と有色人種、すなわち人類が調和する」ということをテーマをマッカートニーとスティーヴィーのデュエットで歌い上げ、世界で反響を呼んだ。アメリカのビルボード（Billboard）では、1982年5月15日に、週間第1位を獲得しそれは7週連続に及んだ。ビルボード誌1982年年間第4位。キャッシュボックス誌では、5月15日から第1位を6週間獲得し、年間第4位を記録した。イギリスでも週間チャート第1位を獲得し、マッカートニーにとってはビートルズの解散後、ウイングス時代を含めてイギリス・アメリカ両方の国で1位を獲得した初の、また唯一の曲となった。日本でもオリコン洋楽チャートで第1位を記録。
ミュージック・ビデオでも2人が共演しているが、互いのスケジュールの都合上共演することが不可能であったために、別々に撮影した映像を合成して作られている。また、1989年に行われたマッカートニーのライブ・ツアー『Get Back Tour』のうち、11月27日のロサンゼルス公演のアンコールで本曲が披露された際、客席にいたスティーヴィーが参加し、デュエットを披露した。
また、2010年にマッカートニーがアメリカの音楽賞〈ガーシュウィン賞〉を受賞しホワイトハウスで行われた授賞式で、アメリカ初の黒人大統領であるバラク・オバマ大統領の前で、スティーヴィーと共に本曲を演奏した。
カップリングである「レインクラウズ」は、ウイングスのメンバーでもあるデニー・レインとの共作である。また、本曲のレコーディング日の朝、自宅でマッカートニーは盟友であるジョン・レノンの訃報をマネージャーから伝えられ、平静を保つためにレインと共にロンドンのスタジオに籠り、レコーディングしたという。
また、12インチシングルのみ、「エボニー・アンド・アイボリー」のソロ・バージョンが収録されている。こちらはスティーヴィーとのデュエットではなく、マッカートニーが一人でボーカルを担当。また、ソロ・バージョンにもミュージック・ビデオが存在し、マッカートニーがピアノを弾き語り、黒人ダンサーや黒人の囚人が出演したものとなっている。

## 収録曲
1. エボニー・アンド・アイボリー (Ebony And Ivory)
2. レインクラウズ (Rainclouds)

12inch
1. エボニー・アンド・アイボリー (Ebony And Ivory)
2. レインクラウズ (Rainclouds)
3. エボニー・アンド・アイボリー (ソロ・バージョン) (Ebony And Ivory) (Solo Version)

## 参加ミュージシャン
エボニー・アンド・アイボリー
- ポール・マッカートニー -Vocal, Backing vocal, Bass, Guitar, Piano, Synthesizer, Percussion, Vocoder
- スティーヴィー・ワンダー -Vocal, Backing vocal, Electric piano, Synthesizer, Percussion, LinnDrum, Drums

レインクラウズ
- ポール・マッカートニー -Vocal, Backing vocal, Spanish guitar, Bass drum
- リンダ・マッカートニー -Backing vocal
- デニー・レイン　-Backing vocal
- エリック・スチュワート　-Backing vocal
- パディ・モローニ　-Uilleann pipes

エボニー・アンド・アイボリー　(ソロ・バージョン)
- ポール・マッカートニー -Vocal, Backing vocal, Bass, Guitar, Piano, Synthesizer, Percussion, Vocoder
- スティーヴィー・ワンダー - Electric piano, Synthesizer, Percussion, LinnDrum, Drums